# Ray Corrigan
Ray Corrigan (parfois appelé Ray « Crash » Corrigan) est un acteur américain né le 14 février 1902 à Milwaukee, dans le Wisconsin, et mort le 10 août 1976 à Brookings, dans l'Oregon.

## Filmographie
- 1932 : Tarzan, l'homme singe (Tarzan the Ape Man) : Singe
- 1934 : Tomorrow's Children : Interne
- 1934 : Tarzan et sa compagne (Tarzan and His Mate) : Gorille
- 1934 : Le Mystère du rapide (Murder in the Private Car) : Naba le Gorille
- 1934 : Romance in the Rain : Bit
- 1935 : Tomorrow's Youth
- 1935 : La Reine de l'empire fantôme (The Phantom Empire) d'Otto Brower : Thunder Rider
- 1935 : Night Life of the Gods : Apollo
- 1935 : La Source de feu (She) : Garde
- 1935 : L'Enfer (Dante's Inferno) : Devil
- 1935 : Les Révoltés du Bounty (Mutiny on the Bounty) : Able bodied seaman
- 1935 : The Singing Vagabond (en) de Carl Pierson : Orderly
- 1936 : Darkest Africa : Bonga, the Gorilla / Samabi, the Guard
- 1936 : The Leathernecks Have Landed (en) d'Howard Bretherton : Officer of the Day
- 1936 : Flash Gordon : Orangopoid [Ch. 8]
- 1936 : Undersea Kingdom (en) de B. Reeves Eason et Joseph Kane : Crash Corrigan
- 1936 : Kelly the Second : Fight Arena Doorman
- 1936 : Zorro l'indomptable (The Vigilantes Are Coming) : Captain John C. Fremont
- 1936 : The Three Mesquiteers : Tucson Smith
- 1936 : Ghost-Town Gold (en) de Joseph Kane : Tucson Smith
- 1936 : Country Gentlemen : Briggs
- 1936 : Roarin' Lead (en) de Sam Newfield et Mack V. Wright : Tucson Smith
- 1937 : Riders of the Whistling Skull (en) : Tucson Smith
- 1937 : Join the Marines de Ralph Staub : Lt. Hodge
- 1937 : Round-Up Time in Texas (en) de Joseph Kane : Gorilla
- 1937 : Hit the Saddle de Mack V. Wright : Tucson Smith
- 1937 : Gunsmoke Ranch (en) de Joseph Kane : Tucson Smith
- 1937 : Come On, Cowboys! : Tucson Smith
- 1937 : La Caravane de l'enfer (The Painted Stallion), de William Witney, Ray Taylor et Alan James
- 1937 : Range Defenders (en) de Mack V. Wright : Tucson Smith
- 1937 : Heart of the Rockies (en) de Joseph Kane : Tucson Smith
- 1937 : The Trigger Trio (en) de William Witney : Tucson Smith
- 1937 : Wild Horse Rodeo (en) de George Sherman : Tucson Smith
- 1938 : The Purple Vigilantes (en) de George Sherman : 'Tucson' Smith
- 1938 : Call the Mesquiteers (en) de John English : 'Tucson' Smith
- 1938 : Outlaws of Sonora (en) de George Sherman : Tucson Smith
- 1938 : Riders of the Black Hills : 'Tucson' Smith
- 1938 : Three Missing Links : The Gorilla
- 1938 : Héros de la montagne (en) de George Sherman : Tucson
- 1938 : Pals of the Saddle : Tucson Smith
- 1938 : Guet-apens dans les airs (Overland Stage Raiders) : Tucson Smith
- 1938 : Santa Fe Stampede : Tucson Smith
- 1938 : La Ruse inutile (Red River Range) de George Sherman : Tucson Smith
- 1939 : Les Cavaliers de la nuit (The Night Riders) : Tucson Smith
- 1939 : La Lutte pour le ranch (Three Texas Steers) : Tucson Smith / Willie the Gorilla
- 1939 : Le Bandit du Wyoming (Wyoming Outlaw) : Tucson Smith
- 1939 : New Frontier : Tucson Smith
- 1940 : The Range Busters (en) de S. Roy Luby (en) : 'Crash' Corrigan
- 1940 : Le Singe tueur (The Ape) : The Ape
- 1940 : Rapt à l'ouest (en) (Trailing Double Trouble) de S. Roy Luby (en) : 'Crash' Corrigan
- 1940 : West of Pinto Basin : 'Crash' Corrigan
- 1941 : Trail of the Silver Spurs : Crash Corrigan
- 1941 : The Kid's Last Ride : Crash Corrigan
- 1941 : Tumbledown Ranch in Arizona : 'Crash' Corrigan
- 1941 : Wrangler's Roost (en) de S. Roy Luby (en) : Crash Corrigan
- 1941 : Fugitive Valley : Crash Corrigan
- 1941 : Saddle Mountain Roundup : Crash Corrigan
- 1941 : Tonto Basin Outlaws (en) de S. Roy Luby (en) : Crash Corrigan
- 1941 : Underground Rustlers : 'Crash' Corrigan
- 1942 : Thunder River Feud : Crash Corrigan
- 1942 : Law of the Jungle : Gorilla
- 1942 : Rock River Renegades : Crash Corrigan
- 1942 : The Strange Case of Doctor Rx : Nbongo, the Gorilla
- 1942 : Boot Hill Bandits : Marshal 'Crash' Corrigan
- 1942 : Troubles au Texas (Texas Trouble Shooters) : 'Crash' Corrigan
- 1942 : Arizona Stage Coach : Crash Corrigan
- 1942 : Dr. Renault's Secret : The Ape
- 1943 : Land of Hunted Men : 'Crash' Corrigan
- 1943 : Cowboy Commandos : Crash Corrigan
- 1943 : La Femme gorille (Captive Wild Woman) : Cheela the Ape
- 1943 : Black Market Rustlers : 'Crash' Corrigan
- 1943 : Bullets and Saddles (en) d'Anthony Marshall : Crash Corrigan
- 1943 : The Phantom de B. Reeves Eason : le gorille
- 1943 : She's for Me : Gorilla Man
- 1944 : Nabonga : Nbongo the Gorilla
- 1944 : Le Créateur de monstres (en) (The Monster Maker) de Sam Newfield : The Gorilla
- 1945 : The Monster and the Ape (en) : Ape
- 1945 : The White Gorilla : Steve Collins / Konga, the White Gorilla / Narrator
- 1945 : White Pongo : White Pongo
- 1946 : Renegade Girl (en) de William Berke : William Quantrill
- 1948 : L'Île inconnue (Unknown Island), de Jack Bernhard : Monstre
- 1949 : Zamba : Zamba
- 1949 : The Adventures of Sir Galahad : One-Eye - the Innkeeper
- 1950 : Trail of Robin Hood : Crash Corrigan
- 1952 : Le Gorille de Brooklyn (Bela Lugosi Meets a Brooklyn Gorilla) de William Beaudine : un gorille
- 1953 : The Great Adventures of Captain Kidd : Docklin
- 1953 : Killer Ape : Norley
- 1954 : Le Triomphe de Zorro (Man with the Steel Whip) de Franklin Adreon :Painted Stallion stock footage
- 1955 : Apache Ambush : Hank Calvin
- 1957 : Zombies of Mora Tau : Sailor
- 1957 : Domino Kid : Buck
- 1958 : La Fusée de l'épouvante (It! The Terror from Beyond Space) d'Edward Cahn : Le monstre